# Hyde County, South Dakota
Hyde County är ett administrativt område i delstaten South Dakota, USA, med 1 420 invånare. Den administrativa huvudorten (county seat) är Highmore. 

## Geografi
Enligt United States Census Bureau så har countyt en total area på 2 244 km². 2 230 km² av den arean är land och 15 km² är vatten. 

### Angränsande countyn
- Faulk County, South Dakota - nord
- Hand County, South Dakota - öst
- Buffalo County, South Dakota - syd
- Lyman County, South Dakota - sydväst
- Hughes County, South Dakota - sydväst
- Sully County, South Dakota - väst
- Potter County, South Dakota - nordväst